# Portada/efemèride maig 29
L'emperador Hongxi
« 28 de maig · 29 de maig · 30 de maig »